# Borowo (powiat lipski)
Borowo – wieś sołecka w Polsce, położona w województwie mazowieckim, w powiecie lipskim, w gminie Lipsko.
| SIMC    | Nazwa   | Rodzaj    |
| ------- | ------- | --------- |
| 0627934 | Wróblów | część wsi |

W latach 1975–1998 wieś należała administracyjnie do województwa radomskiego. Sołtys Małgorzata Mazurek.